# Gelasius Dobner

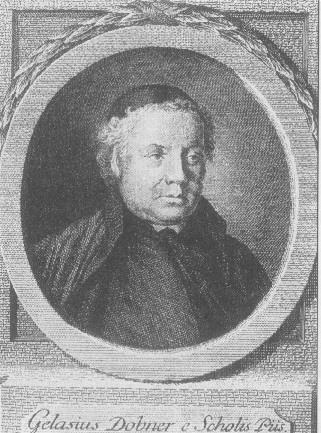
Gelasius Dobner.

Job (eller Jakob) Felix Dobner, kallad Gelasius a Sancta Catharina, född 30 maj 1719 i Prag, död 24 maj 1790, var en böhmisk romersk-katolsk präst tillhörande piaristorden och historiker.
Dobner var en av grundläggarna av den historiska slavistiken genom sina för sin tid märkliga undersökningar rörande slavernas, särskilt tjeckernas, forntid. Bland hans många, på latin eller tyska författade skrifter märks Monumenta historica Bohemiæ nusquam antehac edita (sex band, 1764–86), Kritische Abhandlung von den Gränzen Altmährens (1784), Ueber die Einführung des Christenthums in Böhmen (1786) och Registrum diplomaticum Bohemiæ et Moraviæ. Han skrev även avhandlingar om det kyrilliska alfabetet, Kyrillos och Methodios samt genealogiska studier.[källa behövs]
En del av Dobners intressanta korrespondens med bland andra Josef Dobrovský utgavs av statsarkivarien Rosenthal och Jos. Fiedler (i "Slavische Bibliothek", 1858). Biografi av Dobrovský i "Böhmische Gesellschaft" (1795), där Dobner själv publicerade tolv avhandlingar 1775–88.[källa behövs]